# Quadricalcarifera fraseriana
Quadricalcarifera fraseriana är en fjärilsart som beskrevs av Sergius G. Kiriakoff 1967. Quadricalcarifera fraseriana ingår i släktet Quadricalcarifera och familjen tandspinnare. Inga underarter finns listade.